# Veliki Lemež
Il monte Veliki Lemež con 2.043 m s.l.m. è una cima della Catena Nero-Tolminski Kuk-Rodica.